# Демократична партія угорців України
Демократична партія угорців України (угор. Ukrajnai Magyarok Demokrata Pártja) — українська регіональна політична партія, зареєстрована 24 березня 2005 року. Партія конкурує з Партією угорців України. З 2005 по 2012 рік партією керував Іштван Гайдош, який з 2018 року знаходиться у базі «Миротворця».
Колишній лідер партії відкрито співпрацює з угорською проросійською партією «Йоббік», яка підтримала анексію Криму Росією. У 2008 році він свідомо підписав провокаційне рішення про використання угорського прапора на будівлях українських державних установ, організацій та підприємств в Берегові.
Зараз виконавцем обов'язків голови партії є Ласло Ласлович Зубанич.

## Історія створення
Прагнучи пристосуватися до нових умов, дві найбільш впливові угорські національно-культурні товариства в 2005 році створили політичні партії. Першим було Товариство угорської культури Закарпаття (яке заснувало Партію угорців України в 2005 році), а другим — Демократична спілка угорців України (яка заснувала Демократичну партію угорців України в 2005 році). Варто зазначити, що ці дві партії тісно пов'язані співпрацею з угорськими політичними партіями Фідес, яка очолюється прем'єр-міністром Угорщини Віктором Орбаном, який дотримується проросійських поглядів, і Угорською соціалістичною партією.

## Політична діяльність
Партія розпочала свою політичну діяльність на місцевих виборах у 2006 році, коли вперше балотувалася на місцевих виборах в Закарпатській області. За результатами виборів партія помітно поступилася Партії угорців України, набравши 3,12 % голосів, відповідно, отримала 4 мандати в Закарпатській обласній раді. Демократична партія угорців України у передвиборній програмі 2006 року відстоювала наступні завдання: представництво національних громад у Верховній Раді, національно-культурна автономія під егідою Угорщини, реалізація права на навчання угорською мовою та підтримка державою угорськомовних видань, реабілітація репресованих закарпатських угорців. Партія отримала велику підтримку в Берегівському, Виноградівському, Ужгородському та Мукачівському районах та в містах Берегове, Ужгород і Чоп.
У 2010 році місцеві вибори в Україні проходили за змішаною системою (мажоритарною та пропорційною). В результаті Демократична партія угорців України отримала 3 мандати в Закарпатській обласній раді.
На місцевих виборах у 2015 році угорські партії створили загальний список і отримали 8 мандатів у Закарпатській обласній раді. На виборах до обласної ради обидві угорські партії балотувалися незалежно один від одного. У Берегівській районній раді Партія угорців України отримала 11 мандатів, Демократична партія угорців України — 7 мандатів. Таким чином, угорські партії отримали там стабільну більшість. У Виноградівській районній раді Партія угорців України отримала 7 мандатів, Демократична партія угорців України — 4. Несподіваним став результат виборів в Ужгородській районній раді, де Партія угорців України отримала найбільше мандатів — 8, а також партія отримала 4 мандати в Мукачівській районній раді.
В результаті місцевих виборів 2020 року Демократична партія угорців України не отримала жодного мандата в Закарпатській обласній раді. Партія отримала більшість мандатів тільки в Берегівській міській раді, здобувши 8 мандатів, поступаючись лише Партії угорців України, яка отримала 13 мандатів. Також партія отримала у міській раді Чопа 3 мандати. Додатково до цього у Берегівській районній раді партія одержала ще 3 мандати. ДПУУ кандидатів не виставляла, зате напередодні виборів підписала меморандум про співпрацю з партією Слуга народу.